# 1-Fosfatidilinozitol-5-fosfat 4-kinaza
U enzimogiji, 1-fosfatidilinozitol-5-fosfat 4-kinaza (ЕЦ 2.7.1.149) je enzim koji katalizuje hemijsku reakciju
ATP + 1-fosfatidil-1-mio-inozitol 5-fosfat {\displaystyle \rightleftharpoons } ADP + 1-fosfatidil-1-mio-inozitol 4,5-bisfosfat
Dva supstrata ovog enzima su ATP u 1-fosfatidil-1D-mio-inozitol 5-fosfat, dok su njegova dva produkta ADP i 1-fosfatidil-1D-mio-inozitol 4,5-bisfosfat.
Ovaj enzim pripada familiji transferaza, specifično onih koje prenose fosforne grupe (fosfotransferaze) sa alkoholnom grupom kao akceptorom. Sistemsko ime ove enzimske klase je ATP:1-fosfatidil-1D-mio-inozitol-5-fosfat 4-fosfotransferaza. Ovaj enzim se takođe naziva tip II PIP kinaza. On učestvuje u tri metabolička puta: inozitol fosfatni metabolizam, fosfatidilinozitol signalni sistem, i regulaciji aktinskog citoskeletona.

## Literatura
- Rameh LE, Tolias KF, Duckworth BC, Cantley LC (1997). „A new pathway for synthesis of phosphatidylinositol-4,5-bisphosphate”. Nature. 390 (6656): 192—6. PMID 9367159. doi:10.1038/36621.
- Nicholas C. Price; Lewis Stevens (1999). Fundamentals of Enzymology: The Cell and Molecular Biology of Catalytic Proteins (Third изд.). USA: Oxford University Press. ISBN 019850229X.
- Eric J. Toone (2006). Advances in Enzymology and Related Areas of Molecular Biology, Protein Evolution (Volume 75 изд.). Wiley-Interscience. ISBN 0471205036.
- Branden C; Tooze J. Introduction to Protein Structure. New York, NY: Garland Publishing. ISBN 0-8153-2305-0.
- Irwin H. Segel. Enzyme Kinetics: Behavior and Analysis of Rapid Equilibrium and Steady-State Enzyme Systems (Book 44 изд.). Wiley Classics Library. ISBN 0471303097.
- William P. Jencks (1987). Catalysis in Chemistry and Enzymology. Dover Publications. ISBN 0486654605.